# Filmes de 1951 da Allied Artists Pictures
- Em 1951, a Allied Artists lançou um total de 12 filmes.
- Com exceção de Disc Jockey, The Highwayman e I Was an American Spy, todas as produções são do Reino Unido.[1][2]

## Filmes do ano
| Título Original       | Título no Brasil    | Estrelado por    | Dirigido por                         | Gênero   |
| --------------------- | ------------------- | ---------------- | ------------------------------------ | -------- |
| Disc Jockey           |                     | Ginny Simms      | Will Jason                           | Musical  |
| Double Confession     |                     | Derek Farr       | Ken Annakin                          | Policial |
| Guilt Is My Shadow    |                     | Patrick Holt     | Roy Kellino                          | Policial |
| Her Panelled Door     | A Desconhecida      | Phyllis Calvert  | Ladislas Vajda George More O'Ferrall | Drama    |
| The Highwayman        | Escravos da Coroa   | Charles Coburn   | Lesley Selander                      | Aventura |
| I Was an American Spy | Sublime Renúncia    | Ann Dvorak       | Lesley Selander                      | Guerra   |
| Laughter in Paradise  |                     | Alastair Sim     | Mario Zampi                          | Comédia  |
| The Lucky Mascot      |                     | Carole Landis    | Thornton Freeland                    | Policial |
| Man on the Run        |                     | Joan Hopkins     | Lawrence Huntington                  | Policial |
| Murder Without Crime  | Homicídio sem Crime | Dennis Price     | J. Lee Thompson                      | Policial |
| No Place for Jennifer |                     | Leo Genn         | Henry Cass                           | Drama    |
| Portrait of Clare     |                     | Margaret Johnson | Lance Comfort                        | Drama    |